# Iaroslav Mușinschi

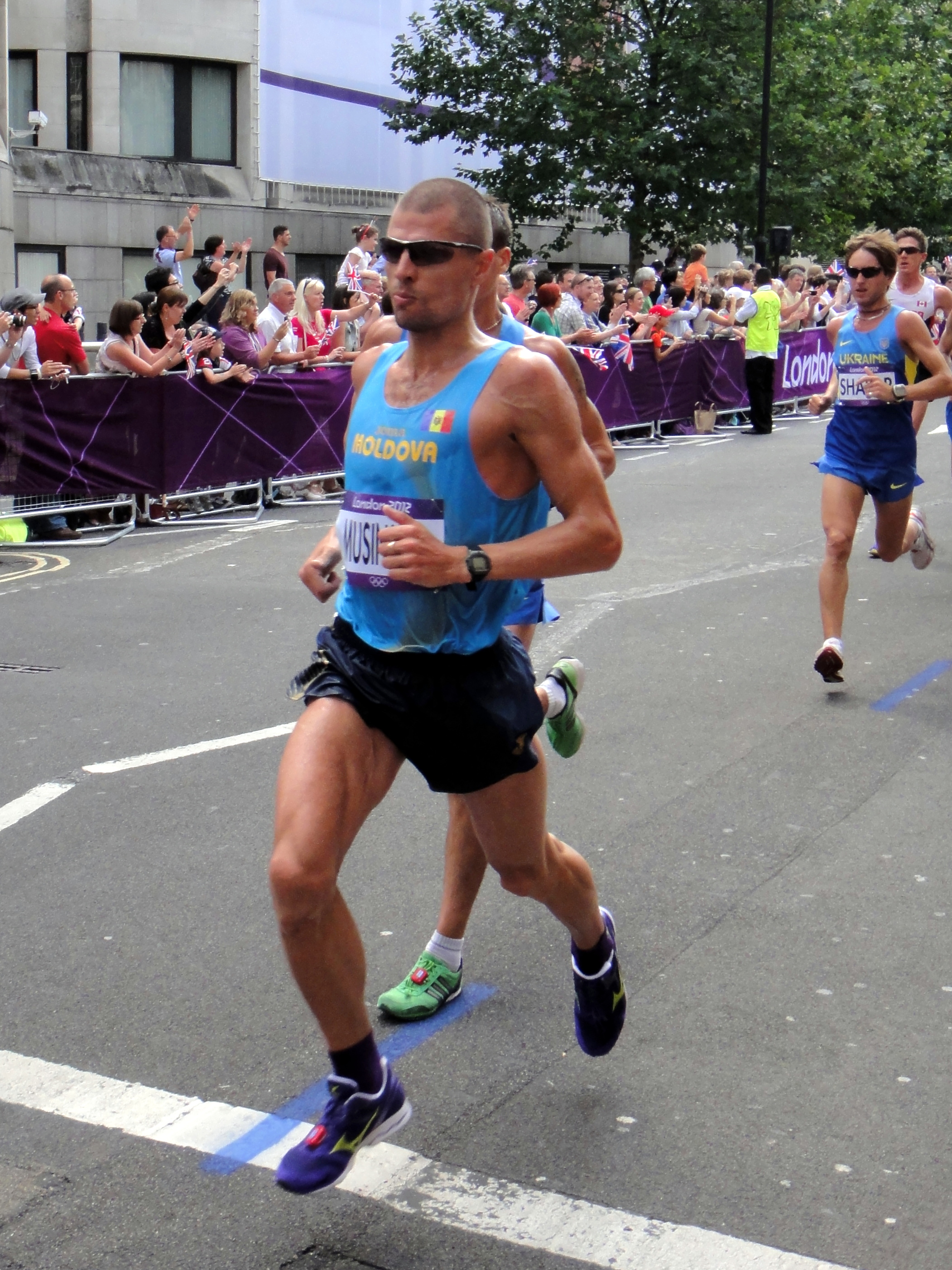
Iaroslav Mușinschi beim Marathon der Olympischen Spiele 2012

Iaroslav Mușinschi (* 8. August 1976 in Chișinău) ist ein moldauischer Langstreckenläufer.

## Leben
Mușinschi begann als Hindernisläufer. In dieser Disziplin startete er bei den Olympischen Spielen 2000 in Sydney, schied aber im Vorlauf aus. 
2002 stellte er zusammen mit Petko Stefanow im Halbmarathon-Bewerb des Podgorica-Marathons mit 1:02:33 h einen Streckenrekord auf. Im Jahr darauf wiederholte er seinen Sieg, und 2004 gewann er an derselben Stelle, ebenso wie 2005 und 2008, auf der vollen Distanz.
2006 gewann er den Novi-Sad-Marathon in 2:13:39 h und wurde Siebter beim Istanbul-Marathon. Im Jahr darauf stellte er als Sechster in Istanbul mit 2:11:59 einen nationalen Rekord auf. 2008 wurde er Vierter beim Alexander-der-Große-Marathon, belegte beim Marathon der Olympischen Spiele in Peking den 41. Platz und wurde Dritter in Istanbul. 2009 verbesserte er als Zweiter beim Ljubljana-Marathon seinen Landesrekord auf 2:10:15.
2006 und 2008 siegte er beim Antalya-Marathon im Halbmarathon-Bewerb.
2010 stellte er beim Düsseldorf-Marathon mit 2:08:32 einen Streckenrekord auf und verbesserte dabei seinen moldauischen Rekord erneut um mehr als anderthalb Minuten. Bei den Olympischen Spielen in London belegte er beim Marathon den 25. Platz.

## Persönliche Bestzeiten
- 5000 m: 14:19,71 min, 18. Juni 2005, Istanbul
- 10.000 m: 29:42,12 min, 26. Mai 2006, Prag
- Marathon: 2:08:31 h, 2. Mai 2010, Düsseldorf
- 3000 m Hindernis: 8:29,98 min, 24. Juli 1999, Bila Zerkwa